# Shemar Moore

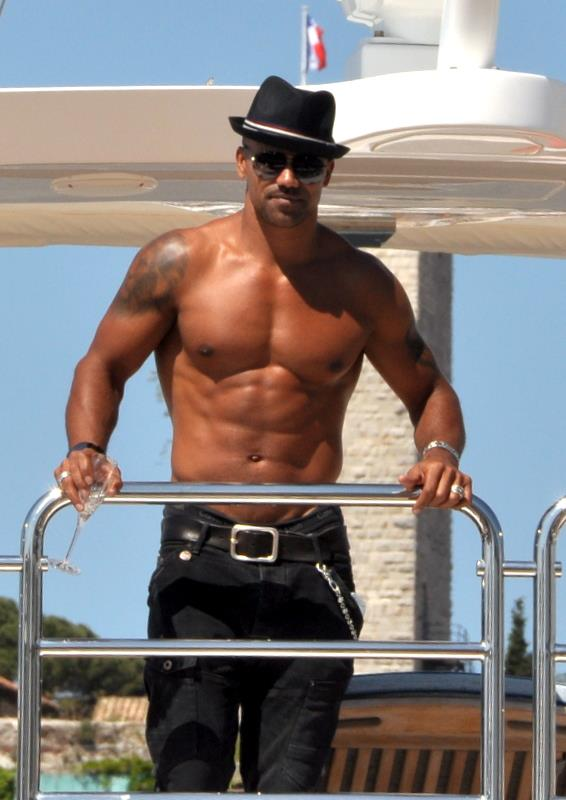
Shemar Moore na Festiwalu Filmowym w Cannes 2012

Shemar Franklin Moore (ur. 20 kwietnia 1970 w Oakland) – amerykański aktor i model.
Odtwórca roli Malcolma Wintersa w operze mydlanej CBS Żar młodości (1994–2002, 2004–2005, 2014, 2019, 2023), agenta FBI Dereka Morgana w serialu sensacyjnym CBS Zabójcze umysły (2005–2016) i sierżanta II Daniela „Hondo” Harrelsona w serialu kryminalnym CBS S.W.A.T. – jednostka specjalna (2017–2024). 

## Wczesne lata
Urodził się w Oakland w Kalifornii jako syn Marilyn Wilson–Moore (1943–2020), konsultantki biznesowej, i Franklina Sherroda Moore’a. Jego ojciec był Afroamerykaninem i pochodził z Birmingham w stanie Alabama, a jego matka, która urodziła się w dzielnicy Roxbury w Bostonie w Massachusetts, była pochodzenia irlandzkiego i francusko–kanadyjskiego. Jego matka, posiadająca dyplom z matematyki, pracowała jako nauczycielka w Bahrajnie i Danii, zanim w 1976 powróciła wraz z Shemarem do Bostonu. 
Moore jako niemowlę przeprowadził się z matką do Danii, a następnie w wieku czterech lat do Bahrajnu, gdzie do siódmego roku życia uczęszczał do brytyjskiej szkoły prywatnej. Jego babka pochodziła z Quebec w Kanadzie. Moore przytacza niepokoje społeczne, relacje międzyrasowe będące tematem tabu i rasizm w USA w latach 70. jako jeden z powodów, dla których jego matka przeprowadziła się z nim za granicę. 
Po powrocie do USA w 1977 rodzina przeniosła się do Chico, gdzie jego matka pracowała w klinice, a następnie przeprowadziła się do Palo Alto. 
Miał dwa lata gdy jego rodzice rozwiedli się i wraz z matką zamieszkał w Danii. We wczesnych latach dziecięcych, jego matka rozmawiała z nim po duńsku. W wieku pięciu lat zaczął uczyć się języka angielskiego. Uczęszczał do The Nueva School w Hillsborough, a następnie w 1988 ukończył Gunn High School w Palo Alto. W 1993 ukończył studia na wydziale komunikacji i sztuk teatralnych na Santa Clara University w Santa Clara w Kalifornii, gdzie otrzymał stypendium sportowe i stał się popularnym zawodnikiem w akademickiej drużynie koszykarskiej i przez cztery lata był popularnym zawodnikiem w drużynie baseballowej jako miotacz i zapolowy. Chciał zostać miotaczem Major League Baseball, dopóki kontuzja barku nie przekreśliła tego marzenia.

## Kariera
Aby opłacić czesne w college’u, do którego uczęszczał w ramach częściowego stypendium baseballowego, mając osiemnaście lat zaczął dorabiać jako model dla nowojorskiej agencji Irene Marie Models i podpisał kontrakt z DNA Model Management w Nowym Jorku. Wystąpił w teledysku do piosenki „How Many Ways” (1994) w wykonaniu Toni Braxton, z którą był związany w latach 1994–1995. Został dostrzeżony przez agenta telewizyjnego w ilustrowanym magazynie dla mężczyzn „GQ” (Gentlemen’s Quarterly).
Od 6 maja 1994 do 14 lutego 2002 oraz w latach 2004–2005, 2014, 2019 i 2023 grał postać Malcolma Wintersa w operze mydlanej CBS Żar młodości (The Young and the Restless), za którą w 2000 został uhonorowany nagrodą Emmy oraz siedmiokrotnie otrzymał nagrodę Image (1998, 1999, 2000, 2001, 2002, 2005, 2006). 
W 1995 trafił do sitcomu Fox Living Single i The Jamie Foxx Show. Pojawił się gościnnie w sitcomie CBS Pomoc domowa (The Nanny, 1997) i zadebiutował na dużym ekranie niewielką rola w komedii Wszystko albo nic (Hav Plenty, 1997). W 2001 podróżował po USA występując w musicalu gospel Płócienny człowiek (The Fabric of a Man).
Zyskał na popularności dzięki roli detektywa Jessego Reese w serialu Warner Bros. Ptaki nocy (Birds of Prey, 2002-2003). Od 22 września 2005 do 23 marca 2016 przyjął rolę agenta FBI Dereka Morgana w serialu CBS Zabójcze umysły (Criminal Minds). Od 7 listopada 2017 do 19 maja 2023 występował w roli sierżanta II Daniela „Hondo” Harrelsona w serialu kryminalnym CBS S.W.A.T. – jednostka specjalna.
Był na okładkach „Watch” (w grudniu 2007), „Men’s Fitness” (w marcu 2009), „Ability” (w grudniu 2009/styczniu 2010) i „Maximum Fitness” (w lipcu/sierpniu 2011).

## Życie prywatne
W latach 2020–2025 był związany z Jesiree Dizon, z którą ma córkę Frankie (ur. 24 stycznia 2023).

## Filmografia
- 1994–2005: Żar młodości jako Malcolm Winters
- 1996: The Jamie Foxx Show jako Elister
- 1997: Wszystko albo nic jako Chris
- 1997: Pomoc domowa jako Malcolm Winters
- 1998: Szpital Dobrej Nadziei jako Bobby Barrett
- 1999: Zwariowana rodzinka jako Earl Thomas
- 1999: Kocham tylko ciebie jako Dakota Collins
- 2002–2003: Ptaki nocy jako Jesse Reese
- 2004: Błędy odwracalne jako Collins Farwell
- 2004: Pół na pół jako Amani Love
- 2005–2017: Zabójcze umysły jako Derek Morgan
- 2014, 2019, 2023: Żar młodości jako Malcolm Winters
- 2017–2025: S.W.A.T. – jednostka specjalna jako sierżant Daniel „Hondo” Harrelson
- 2022: Sonic 2. Szybki jak błyskawica jako Randall Handel